# Curtiss H-12
Les Curtiss H-8 et H-12 Large America sont des hydravions à coque de reconnaissance côtière américains développés durant la Première Guerre mondiale pour les besoins du RNAS britannique.

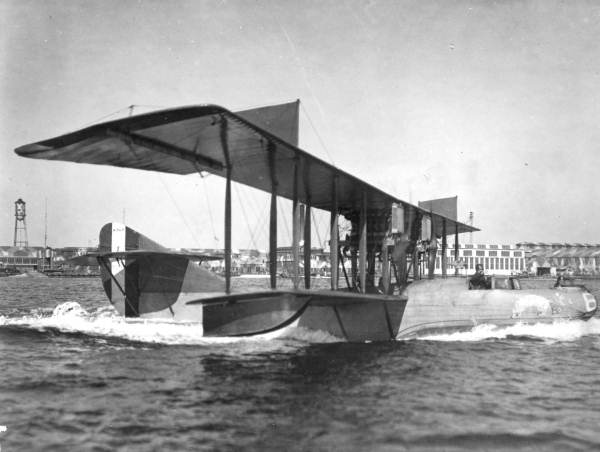
Curtiss H-12, photographie de 1918

## Curtiss H-8
L’autonomie et la charge utile du Felixstowe F.1 n’étant pas adaptée à de longues patrouilles en Mer du Nord, l’Amirauté britannique demanda à Glenn H. Curtiss de développer une version de plus gros tonnage. L’unique prototype H-8 [A-152], équipé de moteurs Curtiss de 160 ch, prit l’air en 1916 et fut vendu au RNAS. Il s’avéra rapidement sous motorisé, mais servit de base au développement du Curtiss H-12 et du Felixstowe F.2. 

## Curtiss H-12 Large America
Version légèrement modifiée du H-8, doté d’une envergure de 27,43 m. 50 exemplaires à moteur Rolls-Royce Eagle I de 275 ch furent livrés au Royal Naval Air Service. Ces appareils arrivèrent à temps, car au printemps 1917 les sous-marins allemands posaient de sérieux problèmes aux Alliés, et leur destruction devenait une tâche prioritaire, même si la chasse au Zeppelin, considéré comme le principal danger pour la flotte anglaise, restait importante. Le 14 mai 1917 un H-12 détruisait le dirigeable Zeppelin L-22, et six jours plus tard un autre appareil du RNAS coulait le sous-marin allemand UC-36. L’US Navy prit également en compte 19 H-12 [A-765/783] à moteurs Liberty 12 de 330 ch.